# Стоваришіня лемків
Стоваришіня лемків, Стоваришыня Лемків (пол. Stowarzyszenie Łemków) — лемківська громадська організація, з центром у місті Леґниця, яка охоплює своєю діяльністю територію всієї Польщі. На відміну від іншох лемківської організації Польщі «Об'єднання лемків», що входить до «Світової Федерації Українських Лемківських Об'єднань» («СФУЛО»), «Стоваришіня лемків» є членом неорусинського руху та входить до «Світової ради русинів». 

## Історія
У комуністичні часи польська влада використовувала «лемківське питання», як знаряддя для боротьби з «націоналістичними елементами» серед українців у Польщі. Так одним з ініціяторів створення «Товариства любителів лемківської культури» мав бути інфоматор польської СБ «Анджей».
Наприкінці 1980-их років у Польщі починаються рухи на відокремлення «лемківського» руху від українців Польщі. Так польський історик Едвард Прус у 1985 році заявив, що «в національному інтересі є відірвання бойків та лемків від українців».
5 березня 1989 року в Леґниці поспіхом була створена організація під назвою «Стоваришиня лемків», без представників лемківського комітету, який був створений з представників лемківської секції Українського суспільно-культурного товариства («УСКТ»), для відстоювання потреб лемків перед польськими органами влади. Організацію зареєстровано 7 квітня 1989 року. 30 березня 1990 року в Горлиці створюється друга організація «Об'єднання лемків», яка стає членом «Об'єднання українців у Польщі» та входить до «Світової Федерації Українських Лемківських Об'єднань» («СФУЛО»).
На першому «Світовому конгресі русинів» у Меджилабірці, який пройшов 23–24 березня 1991 року, «Стоваришіня лемків» стало співзасновником «Світової ради русинів».
Організація «Стоваришиня лемків» відкидає те, що лемки є етнографічною групою українців, та є послідовниками Пола Магочі та його неорусинства. Організацію «Стоваришиня лемків» називають так званими польськими «лем-лемками», щоб відрізняти від «лемко-українців» з проукраїнського «Об'єднання лемків». Член керівництва організації, письменник Ярослав Горощак, склав «Лемківський словник».
Польський уряд та фундація «Рутеніка» всіляко підтримують «Стоваришиня лемків». Більшість провідних діячів «лем-лемківства» свого часу вважали себе українцями, Олена Дуць-Файфер, Петро Мурянка та инші, але згодом стали апологетами русинства. Певні з них (такі, як письменник і автор словника лемківського діалекту Ярослав Горощак) з самого початку були противниками ідентифікації лемків з українцями.
Організація проводить фестиваль «Лемківска ватра на чужині» («Лемківска ватра нa чужыні») у селі Міхалув ґміна Хоцянув Польковицького повіту Нижньосілезького воєводства.